# Экология Алма-Аты
Алма-Ата, или Алмата, крупнейший город Казахстана, сталкивается с серьёзными экологическими вызовами, главным из которых является загрязнение воздуха. Город часто оказывается в списках самых загрязнённых мегаполисов мира, например, в рейтинге платформы IQAir. В мае 2025 года Алматы заняла 42-е место среди 125 городов, а индекс качества воздуха (AQI) достиг 61. Для решения этой проблемы необходим комплексный подход, учитывающий основные источники выбросов, их последствия для здоровья и принимаемые меры.

## Основные источники загрязнения

### Автомобильный транспорт
Авторанспорт является основным источником загрязнения воздуха, на его долю приходится 60% всех выбросов, что составляет 112 тысяч тонн в год. В городе зарегистрировано более 600 тысяч автомобилей, из них 30% старше 20 лет и не оснащены катализаторами. Ежедневно в город въезжает до 400 тысяч машин из пригородов.

### Промышленные предприятия и ТЭЦ
ТЭЦ-2 и ТЭЦ-3, которые работают на угле, ежегодно выбрасывают в атмосферу 52 тысячи тонн загрязняющих веществ, что составляет 27,5% от общего объема выбросов. К 2026 году планируется перевести ТЭЦ-2 на газовое топливо, что позволит сократить выбросы на 90%.

### Частный сектор
Сжигание угля в частных домах и банях ежегодно приводит к образованию 21 тысячи тонн выбросов, что составляет 11% от общего объема. Процесс газификации частного сектора практически завершен (99%), однако некоторые дома всё ещё отапливаются углём.

### Географические факторы
Расположение в котловине между гор создаёт определённые трудности для рассеивания смога. В зимний период температурные инверсии лишь усугубляют проблему, способствуя накоплению загрязняющих веществ в атмосфере.

## Влияние на здоровье
Уровень загрязнения воздуха PM2.5 в 4-5 раз превышает нормы, установленные ВОЗ. Среднегодовая концентрация составляет 56 мкг/м³, в то время как допустимая норма — 10 мкг/м³. Воздух, загрязнённый мелкодисперсными частицами, может стать причиной возникновения астмы, ХОБЛ, сердечно-сосудистых заболеваний и увеличить риск развития онкологических недугов. У детей, проживающих в районах с высоким уровнем загрязнения, частота респираторных заболеваний возрастает в 1,5-2 раза.

## Меры и предложения

### Инициативы правительства
К 2026 году доля электробусов в общественном транспорте составит 30%. В городе активно строятся велосипедные дорожки, а также вводятся ограничения на въезд старых автомобилей. Для контроля за выбросами в атмосферу созданы экопосты, однако их эффективность пока остаётся невысокой: на один пост приходится менее четырёх нарушений в день.

### Предложения экоактивистов
Создание зон с низким уровнем выбросов (LEZ) и запрет на въезд автомобилей без катализаторов. Установка автоматических камер для фиксации превышения выбросов. Перевод бань и частного сектора на газ.

## Таблица районов по уровню загрязнения[8]
| Части города     | Названия районов | Среднегодовая концентрация | Превышение нормы ВОЗ |
| ---------------- | --- | -------------------------- | -------------------- |
| Северо-Восточная | Жетысуский · Турксибский · Алатауский (восточная часть) · Ауэзовский (северная часть)                                    | 31,2 мкг/м³                | в 6,2 раза           |
| Центральная      | Наурызбайский (северная часть) · Ауэзовский (северная часть) · Алмалинский (северная часть) · Медеуский (северная часть) | 26,6 мкг/м³                | в 5,3 раза           |
| Северо-Западная  | Ауэзовский (некоторые части) · Наурызбайский (некоторые части)                                                           | 21,1 мкг/м³                | в 4,2 раза           |
| Южная            | Медеуский (некоторые части) · Бостандыкский (некоторые части)                                                            | 16,1 мкг/м³                | в 3,2 раза           |